# Gouden boomkikker
De gouden boomkikker (Ranoidea aurea) is een kikker uit de familie Pelodryadidae.
De gouden boomkikker komt voor in delen van Australië en is uitgezet door de mens op onder andere Nieuw-Zeeland. Het is een bewoner van zoet water en de kikker kan zich voortplanten in tijdelijke poeltjes. De boomkikker wordt vrij groot en kan meer dan 10 centimeter lang worden, de lichaamskleur is groen met bruine vlekken.
De gouden boomkikker behoort tot de boomkikkerfamilie maar is in tegenstelling tot de meeste soorten een echte bodembewoner. De kikker bewoont vochtige gebieden zoals graslanden en vochtige bossen. Op het menu staan insecten en kleine gewervelden, belangrijke vijanden zijn vogels, zoogdieren en reptielen.

## Naamgeving
De Nederlandstalige naam gouden boomkikker slaat op de huidskleur die bestaat uit een groene basiskleur met bruine en gele accenten over de gehele bovenzijde van het lichaam. De kleurenvariatie binnen de soort is echter groot en ook licht- of juist donker gekleurde exemplaren komen voor. De wetenschappelijke soortnaam aurea is afgeleid van het Latijnse aurum en betekent 'goudachtig'. De geslachtsnaam Ranoidea betekent 'kikkerachtig'.
De soort werd voor het eerst wetenschappelijk beschreven door René Primevère Lesson in 1826. Oorspronkelijk werd de wetenschappelijke naam Rana aurea gebruikt. De gouden boomkikker heeft al verschillende wetenschappelijke namen gehad, die soms in de literatuur worden gebruikt, zoals Litoria aurea, Hyla aurea en Ranoidea ulongae.

## Uiterlijke kenmerken

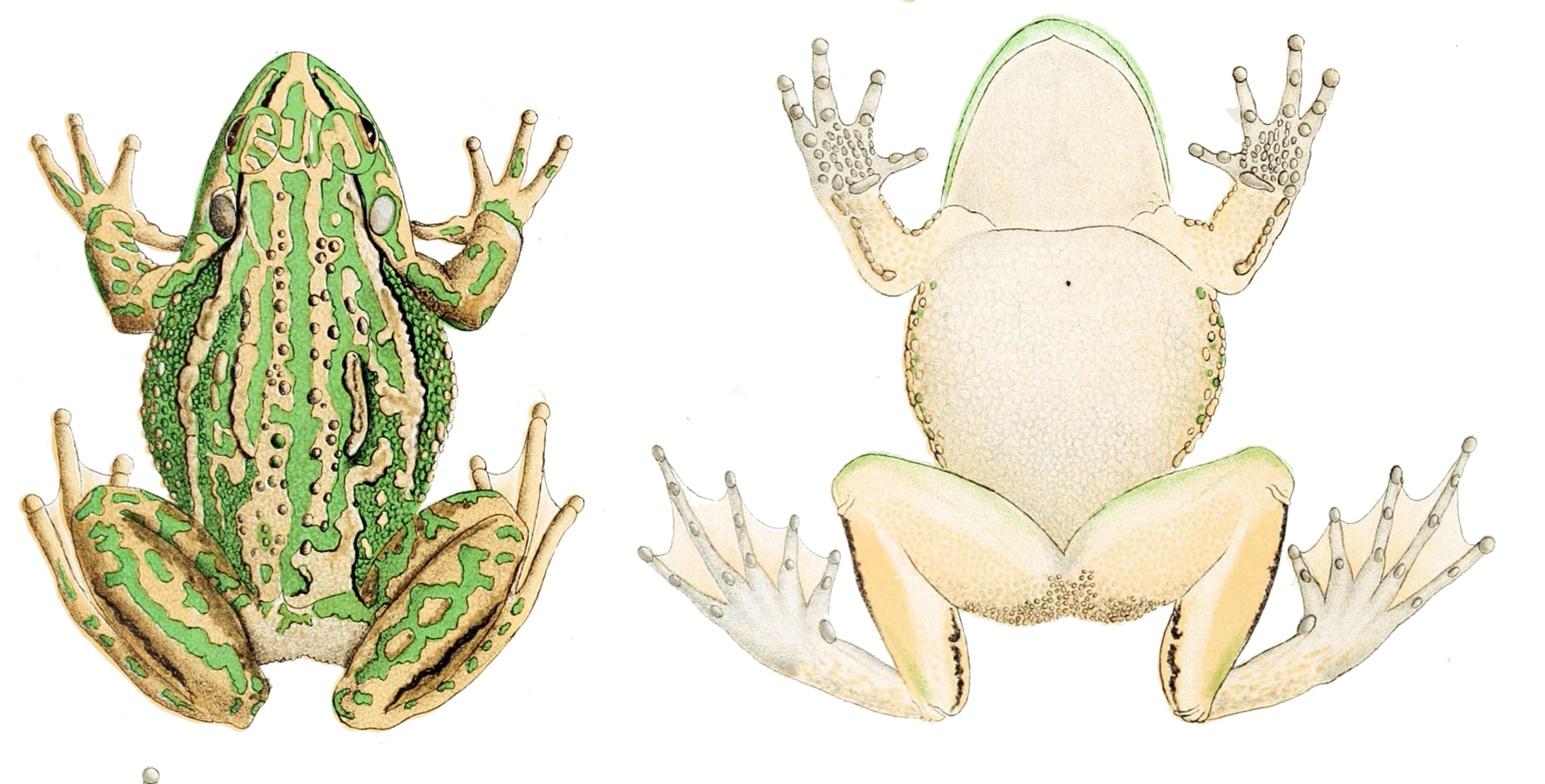
Tekening van de rug- en buikzijde.

De gouden boomkikker is een vrij grote soort en heeft een duidelijk peervormige lichaamsvorm. De lichaamskleur is groen met bruine en gele vlekken maar kan ook bruin zijn zonder vlekken, er is veel variatie.

### Kop
In de bek zijn onder de neusopeningen de vomerine tanden aanwezig. Dit zijn tanden die in het verhemelte zijn gelegen en niet op de kaakrand zoals alle andere tanden. Vomerine tanden komen ook bij andere kikkers voor.
Mannetjes hebben een kwaakblaas aan de onderzijde van de keel. De keel van mannetjes heeft een lichtere kleur in vergelijking met die van de vrouwtjes. Parotoïden ontbreken, deze vergrote gifklieren die achter de ogen zijn gelegen komen bij andere soorten kikkers wel voor en dienen om vijanden op afstand te houden. Ook klieren aan de voorpoten die bij sommige kikkers voorkomen ontbreken bij de gouden boomkikker.
De ogen hebben een goudgele kleur, de pupil heeft een horizontale vorm. Achter het oog is het trommelvlies of tympanum aanwezig, het tympanum valt op door de ronde vorm en bruine kleur.

### Lichaam

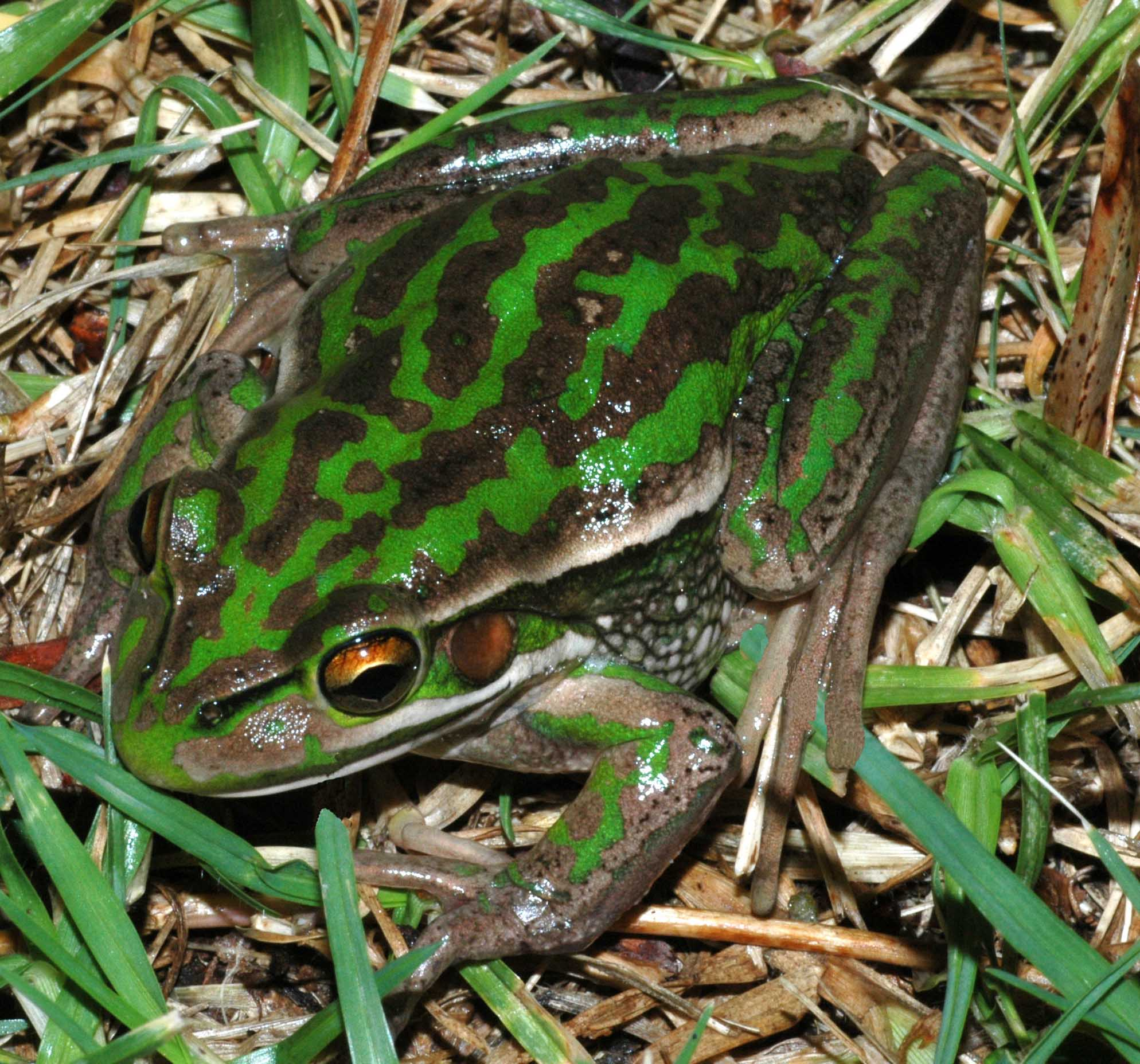
Exemplaar met een strepentekening.

De gouden boomkikker bereikt een lichaamslengte van ongeveer zes tot negen centimeter. De mannetjes worden gemiddeld ongeveer zeven centimeter lang, de vrouwtjes worden aanzienlijk groter en bereiken een lichaamslengte tot negen of tien centimeter. Grotere exemplaren kunnen tot bijna elf centimeter lang worden.
De lichaamskleur is bij de meeste exemplaren overwegend groen met bronskleurige, bruine vlekken en gele accenten. Ook gestreepte exemplaren komen vaak voor. De groene kleuren doen sterk denken aan smaragdgroen maar kunnen ook donkerder of lichter zijn. Bij een aantal exemplaren zijn de bruine vlekken groter en bij sommige individuen is de huid grotendeels bruin gekleurd en slechts voorzien van kleine groene vlekjes en zijn gele markeringen afwezig. De gouden boomkikker heeft geen rugstreep zoals bij andere kikkers voorkomt.
De buikzijde is veel lichter gekleurd tot wit. De buikzijde is niet glad zoals de bovenzijde, maar heeft een gekorrelde structuur, een dergelijke textuur wordt wel gegranuleerd genoemd. De gouden boomkikker heeft een zogenaamde pectorale plooi, pectoraal betekent aan de borst. Dit is een huidplooi aan de voorzijde van het lichaam aan de buikzijde; de plooi is gelegen tussen de voorpoten over de borst.
De gouden boomkikker wijkt uiterlijk met name af van andere boomkikkers door de aanwezigheid van zogenaamde dorsolaterale lijsten aan weerszijden van de rug. De dorsolaterale lijst is een huidstructuur die huidklieren bevat, een zogenaamde klierlijst. Deze huidplooien dienen onder andere om de lichaamsvorm van de kikker optisch te 'breken' zodat het dier minder opvalt. De klierlijsten op de rug zijn soms onderbroken. De dorsolaterale lijsten zijn lichter van kleur maar zijn donker omzoomd zodat ze duidelijk te zien zijn. De lichte kleur van de dorsolaterale lijsten gaat vaak over de ogen verder tot aan de neuspunt en ook de donkere omzoming komt tot de neuspunten voor. Dergelijke exemplaren hebben een maskerachtige koptekening. Er komen kleurvariaties voor waarbij van het oog tot de neuspunt een dikke zwarte streep loopt.
De klierlijsten ontbreken bij de meeste boomkikkers maar komen juist veel voor bij de echte kikkers (Ranidae). De gouden boomkikker lijkt uiterlijk het meest op enkele soorten uit het geslacht Peleophylax die wel met groene kikkers worden aangeduid, en dan met name op de meerkikker. De twee soorten zijn echter niet direct verwant.

### Poten

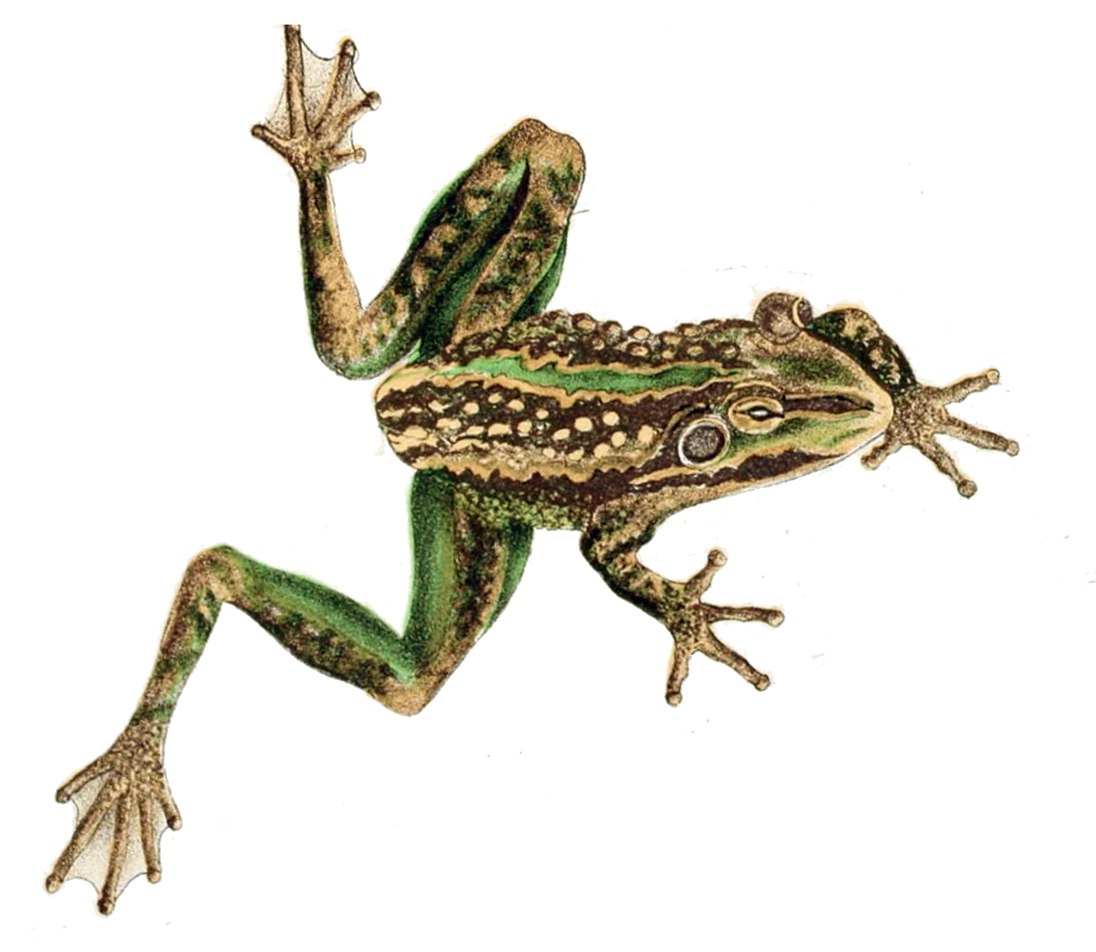
De tenen dragen zwemvliezen, de vingers niet.

De mannetjes hebben gedurende de voortplantingstijd opgezwollen duimen aan de voorpoten duidelijke paarkussentjes of copulatieborstels. Deze structuren dienen om tijdens de amplexus of paargreep een vrouwtje beter vast te kunnen houden.
De achterpoten zijn voorzien van sterk vergrote huidvliezen, die de zwemvliezen worden genoemd. Sommige exemplaren hebben zwemvliezen tot de teenpunten, andere hebben kleinere vliezen die reiken tot halverwege de teen. Aan de voorpoten ontbreken dergelijke vliezen echter. De poten zijn op het eerste gezicht kikkerachtig en niet voorzien van hechtschijven, maar deze zijn wel degelijk aanwezig onder alle vingers en tenen. De hechtschijven zijn sterk verkleind, in tegenstelling tot veel verwante soorten boomkikkers. De bodembewonende levenswijze van de gouden boomkikker heeft hier waarschijnlijk mee te maken. De achterpoten dragen aan de onderzijde geen verharde structuren zoals een metatarsusknobbel.
De kleur van de binnenkant van de dijen en van de liezen is helder blauw van kleur. Deze afwijkende kleur dient als schrikkleur; als de kikker wordt verstoord springt deze weg waardoor de blauwe kleur getoond wordt. Een vijand zal een (onnatuurlijke) blauwe kleur kunnen associëren met gevaar zodat de aanval wordt gestaakt en de kikker kan ontsnappen.

## Verspreiding en habitat

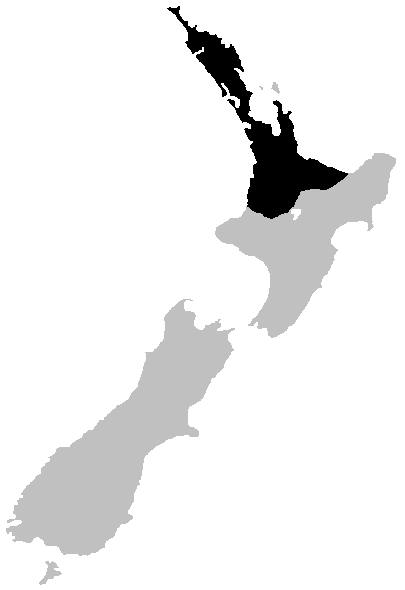
Verspreiding in Nieuw-Zeeland (zwart).

De gouden boomkikker komt endemisch voor in Australië. De boomkikker is uitgezet door de mens in verschillende delen van de wereld. De gouden boomkikker is hierdoor te vinden in het ten zuiden van Australië gelegen Nieuw-Zeeland. Daarnaast is de kikker als exoot bekend van Nieuw-Caledonië en van de eilanden die behoren tot de eilandengroep Nieuwe Hebriden. De boomkikker is ook uitgezet op Hawaï maar kon zich hier niet handhaven.
De gouden boomkikker kwam ooit algemeen voor in delen van Australië maar is in het grootste deel van het natuurlijke areaal verdwenen en de huidige populaties zijn veel kleiner. De soort kwam vroeger voor in hoger gelegen gebieden maar is tegenwoordig alleen in de staat Australian Capital Territory nog voor op een hoogte van boven de 250 meter boven zeeniveau. De kikker komt voor in delen van de provincies Australian Capital Territory en Victoria, in deze laatste provincie alleen in het oosten. De kikker komt ten slotte voor in het oostelijke en het zuidoostelijke deel van de provincie New South Wales. Het noordelijkste deel van het verspreidingsgebied beslaat delen van het Yuraygir National Park nabij de stad Grafton. Het zuidelijkste deel van het areaal is gelegen bij het meer Lake Wellington.
Voordat populatie afnam kwam de soort voor van Brunswick Heads, in New South Wales tot East Gippsland in Victoria en naar het westen tot Bathurst, Tumut en het Australian Capital Territory.
De gouden boomkikker komt voornamelijk voor langs de kust maar leeft alleen in zoet water. De kikker leeft in een breed scala aan biotopen, maar heeft een voorkeur voor tijdelijke, stilstaande, zonbeschenen en ondiepe wateren. Wateren die veel waterplanten bevatten worden gebruikt om tussen de planten te zonnen. Wateren met een hoge oevervegetatie worden vermeden omdat deze schaduwen werpen op het water. Vaak leeft de kikker in grassige omgevingen zodat tussen de planten naar voedsel gezocht kan worden. Van de gouden boomkikker is bekend dat de dieren relatief ver van het water kunnen kunnen worden gevonden, zowel jonge dieren die zich verspreiden over land als van de volwassen kikkers die naar voedsel zoeken. Van de volwassen dieren is bekend dat ze zich tot 1,5 kilometer kunnen verplaatsen binnen een etmaal. Uit veldonderzoek blijkt dat gemarkeerde exemplaren tot vijf kilometer verder kunnen worden aangetroffen.
Voor de voortplanting worden wateren gebruikt waarin geen inheemse soorten roofvissen leven, met name tijdelijke poeltjes zijn geschikt. Kleinere wateren drogen sneller op, maar worden ook warmer waardoor de kikkervisjes zich sneller kunnen ontwikkelen.

## Voortplanting en ontwikkeling

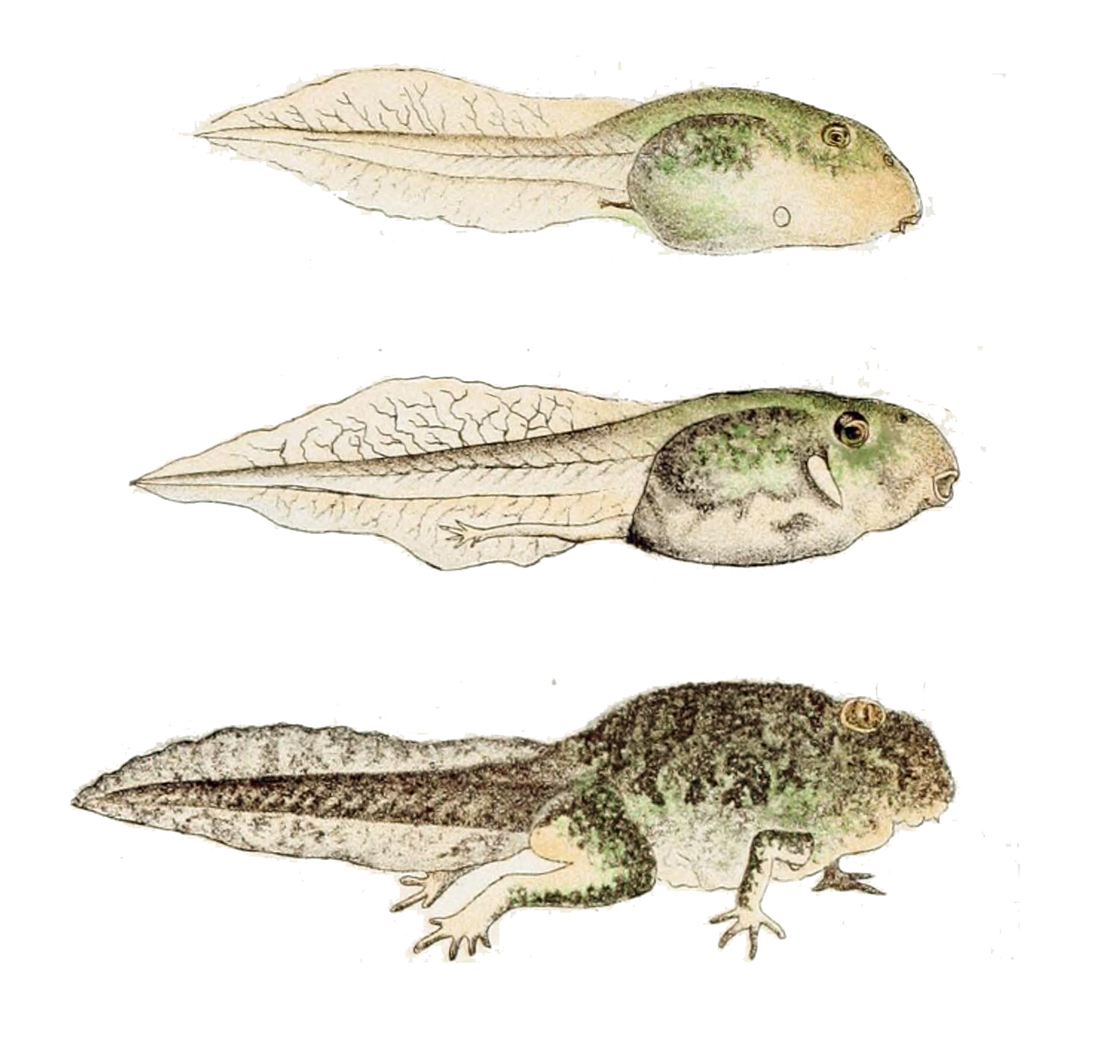
Tekening uit 1881 door F. Mccoy van de ontwikkeling van het kikkervisje.

De gouden boomkikker is overdag actief en rust 's nachts in holen en in de strooisellaag. In de warmere maanden start het voortplantingsseizoen waarbij de dieren elkaar opzoeken voor de paring. In het natuurlijke verspreidingsgebied loopt de voortplantingstijd van oktober tot maart. De mannetjes lokken de vrouwtjes door geluiden te maken met hun kwaakblaas en zitten meestal in het water bij het roepen. De mannetjes maken een viervoudig grommend geluid dat doet denken aan het schakelen van een motorfiets. Het geluid is door biologen wel beschreven als craw-awk, crawk, crok, crok.
De vrouwtjes zetten ongeveer 3000 tot 10000 eitjes af in het water. De eieren zijn voorzien van een dun vlies dat opzwelt zodra het met water in contact komt. Het vlies verandert binnen korte tijd in een gelatineuze massa die de eieren omhult. In eerste instantie drijven de eiermassa's op het water maar na ongeveer zes tot twaalf uur zinken ze naar de bodem.
Na ongeveer twee dagen komen de larven of kikkervisjes uit het ei, deze leven de eerste tijd van de dooier. De kikkervisjes ondergaan na ongeveer twee manden een metamorfose waarbij ze veranderen in kleine kikkertjes. De ontwikkeling van de larven is afhankelijk van de omgevingstemperatuur. Pas na enkele jaren zijn de jonge kikkers volwassen en geslachtsrijp.
Als de kikkervisjes pootjes beginnen te ontwikkelen verschijnt ook de groene kleur. Bij veel andere kikkers verschijnen de adulte kleuren pas na de metamorfose. De kikkervisjes kunnen vrij groot worden en bereiken aan het eind van hun ontwikkeling een lichaamslengte van 65 tot 80 millimeter. De larven van de gouden boomkikker hebben een hoge bovenste staartzoom en hebben een opvallende gekleurde huid. In vergelijking me andere groepen van kikkers zien de larve van de gouden boomkikker er opmerkelijk uit, maar binnen het geslacht Ranoidea waartoe deze soort behoort zijn er meer soorten die een dergelijke larvale vorm vertonen.

## Levenswijze

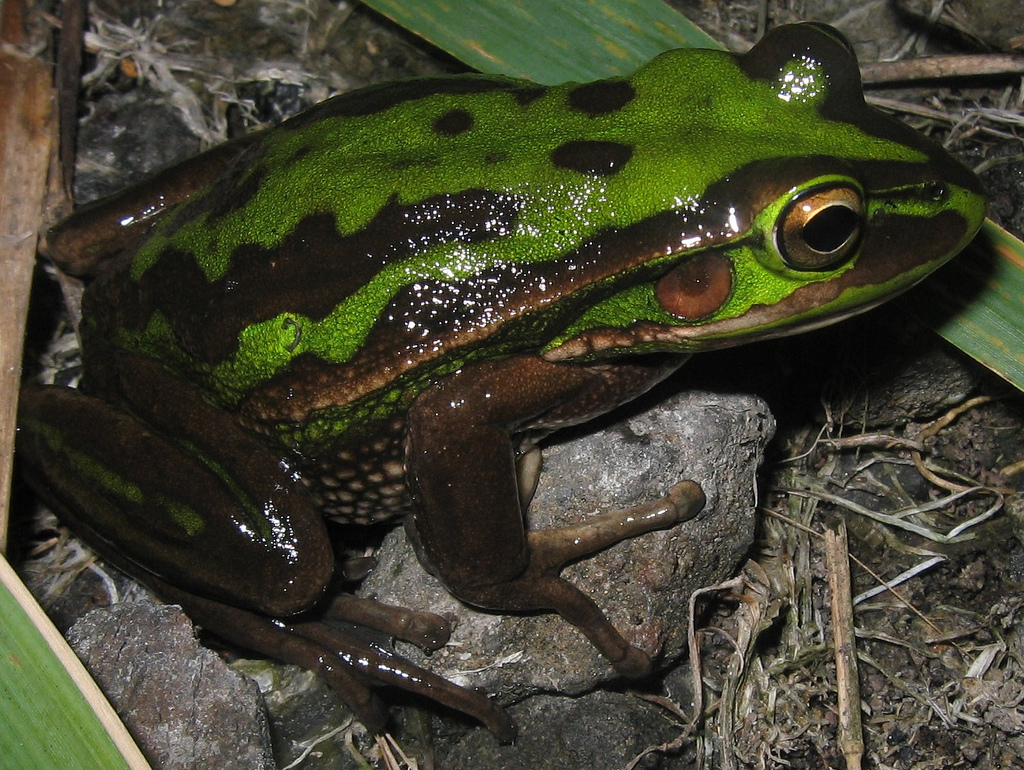
De gouden boomkikker is een bodembewoner, in tegenstelling tot de meeste boomkikkers.

De gouden boomkikker is een opvallende soort omdat niet alleen de lichaamskenmerken maar ook de levenswijze sterk afwijkt in vergelijking met andere boomkikkers. Deze soort is in tegenstelling tot de meeste boomkikkers overdag actief en schuilt 's nachts tussen de begroeiing.
De gouden boomkikker leeft niet in bomen zoals vrijwel alle andere boomkikkers, maar is een typische bodembewoner. Binnen de groep van boomkikkers komen bodembewoners weinig voor. Een aanpassing op het leven op de bodem is de lichaamskleur die niet egaal groen is maar veel bruintinten heeft. De hechtschijfjes onder de tenen en vingers zijn erg klein, in tegenstelling tot verwante soorten. De koraalteenboomkikker (Ranoidea caerulea) bijvoorbeeld behoort tot hetzelfde geslacht maar heeft juist opvallend grote hechtschijven.

### Voedsel en vijanden
De boomkikker is niet kieskeurig als het om het voedsel gaat en hapt naar alles wat beweegt. Prooien worden altijd in één keer doorgeslikt en moeten dus kleiner zijn dan de kikker zelf, de soort staat bekend als zeer vraatzuchtig. Op het menu staan vooral insecten en andere kleinere ongewervelde dieren zoals wormen en duizendpotigen. De gouden boomkikker maakt echter ook kleine gewervelde dieren buit, zoals andere kikkers. De kikker is kannibalistisch en ook soortgenoten worden gegeten.
De larven leven van eencelligen, algen en organisch materiaal op de bodem van het water. Uit onderzoek waarbij de larven werden blootgesteld aan ultraviolet licht bleek dat ze niet gevoelig zijn voor deze straling.
Belangrijke vijanden van de volwassen kikkers zijn vogels en slangen. De kikkervisjes worden onder andere gegeten door schildpadden en vissen. De kikkervisjes worden daarnaast buitgemaakt door in het water levende insecten en hun larven.

## Bedreiging en bescherming

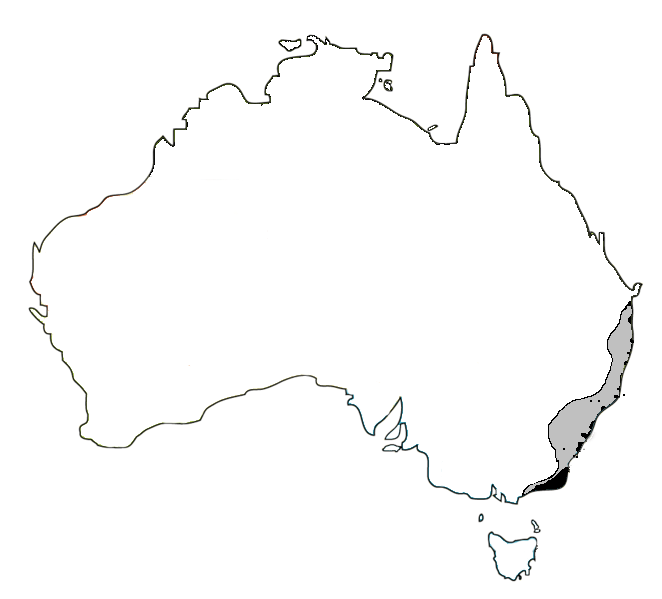
De huidige verspreiding in Australië is aangegeven in het zwart, de grijze kleur geeft het oorspronkelijke areaal weer.

De gouden boomkikker gaat in grote delen van het verspreidingsgebied achteruit. Een belangrijke reden voor de achteruitgang is het voorkomen van exotische dieren in Australië die op de kikker jagen, zoals katten en vossen. Ook zijn een aantal roofvissen uitgezet in het Australische rivieren en meren met als doel om muggenlarven te bestrijden. Deze vissen bleken echter ook kikkervisjes te eten, waaronder die van de gouden boomkikker. Andere bedreigingen zijn vervuiling zoals het gebruik van herbiciden en de vernietiging van de natuurlijke habitat. Deze laatste bedreiging is op te splitsen in meerdere factoren. Voorbeelden zijn het versnipperen van de habitat door de aanleg van infrastructuur of het droogleggen van vochtige gebieden.
Omdat de kikker goed is onderzocht zijn er veel gegevens beschikbaar over de snelheid waarmee de soort achteruitgaat. In de jaren negentig is veel onderzoek gedaan naar het aantal populaties in New South Wales. Van de 137 bekende populaties bleken er slechts 24 nog te bestaan. Ook naar het aantal individuen binnen een populatie bleek soms dat het aantal exemplaren in een aantal gevallen sterk is gedaald. In een populatie in een buitenwijk van Sydney werden in 1968 nog 138 exemplaren aangetroffen, in 1993 waren dat er slechts drie. In New South Wales zijn er van de sinds 1990 bekende populaties ten minste negen uitgestorven.
Soms wordt de kikker aangetroffen op plaatsen waar eerder geen populaties bekend waren, zoals een exemplaar dat in 2006 werd aangetroffen in Carwoola, in de provincie New South Wales.
Om de populatiegroottes aan te sterken worden exotische vissoorten tegenwoordig geweerd. Daarnaast wordt de biotoop van de boomkikker zoveel mogelijk in stand gehouden. Een kleine populatie bevindt zich nabij de stad Sydney. Toen in 2000 de Olympische Spelen werden georganiseerd moesten tennisbanen worden aangelegd maar omdat op de oorspronkelijke locatie populaties van de gouden boomkikker werden aangetroffen werden de tennisbanen op een andere plaats aangelegd.